# Goes debilis
Goes debilis är en skalbaggsart som beskrevs av Leconte 1852. Goes debilis ingår i släktet Goes och familjen långhorningar. Inga underarter finns listade i Catalogue of Life.